# Tekken (игра)
Tekken (яп. 鉄拳 Тэккэ́н, «Железный кулак») — первая игра в одноименной серии игр в жанре файтинга, разработанная для аркадных автоматов и игровой приставки Sony PlayStation японской компанией Namco.

## Игровой процесс
Игровой процесс Tekken в целом имеет много общего с другими играми жанра «файтинг».
Управление движениями персонажа и выбор удара (доступно несколько вариантов, а также комбинации нескольких ударов, так называемые комбо) осуществляется при помощи геймпада игровой консоли. Каждый уровень — сражение с противником — поделен на пять раундов. Раунды могут закончиться как победой одного из игроков, так и вничью.
Также в игре имеются захваты. Это приёмы, в которых боец делает особый удар, отнимающий существенный процент здоровья (они проводятся при нахождении вплотную к врагу и нажатием одновременно клавиш «» + «», или «» + «». Так, Ло пробегает по врагу и делает сальто назад, падая на противника плашмя, а Ёсимицу заламывает врага назад и ударяет его рукояткой меча по голове с такой силой, что последний впечатывается всем телом в землю).

## Сюжет
Хэйхати Мисима устраивает бойцовский турнир под названием «Железный кулак». Тот, кто будет сражаться достойно и победит своих оппонентов, получит титул «хозяин финансовой империи Мисима» и призовой фонд, который составляет один миллиард долларов.

## Персонажи
Всего в игре 18 персонажей:
- Жирным шрифтом отмечены новые персонажи.

| Основной список                                                 | Основной список                                                   | Основной список                                                   | Основной список                                    |
| --------------------------------------------------------------- | ----------------------------------------------------------------- | ----------------------------------------------------------------- | -------------------------------------------------- |
| - Анна Уильямс* - Армор Кинг I* - Ван Цзиньжэй* - Ганрю* - Джек | - Дьявол Кадзуя* *** - Ёсимицу - Кадзуя Мисима - Кинг I - Кума I* | - Кунимицу* - Ли Чаолан* - Маршалл Ло - Мишель Чан - Нина Уильямс | - Пол Феникс - Прототип Джек* - Хэйхати Мисима* ** |

* ↑  Доступен после прохождения аркадного режима.
** ↑  Финальный босс.
*** ↑  Финальный босс (только при игре за Хэйхати).

## Рецензии и оценки
| Иноязычные издания | Иноязычные издания |
| Издание            | Оценка             |
| ------------------ | ------------------ |
| AllGame            | Arcade: · PS:      |
| IGN                | 7,5 of 10          |